# Alfred Bachelet
Pour les articles homonymes, voir Bachelet.
Œuvres principales
- Scemo, opéra, 1914
- Quand la cloche sonnera, opéra, 1922
- Un jardin sur l'Oronte, drame lyrique, 1932

Alfred Bachelet (Paris le 26 février 1864 - Nancy le 10 février 1944) est un compositeur, chef d'orchestre et pédagogue français.

## Biographie
Alfred Georges Bachelet naît le 26 février 1864 à Paris,.
Il fait ses études musicales au Conservatoire de Paris avec Ernest Guiraud et obtient en 1890 avec sa cantate Cléopâtre, sur un texte de Fernand Beissier, le grand Prix de Rome de composition, (un deuxième premier grand prix, Gaston Carraud étant premier premier grand prix). Il est chef de chœur, et à partir de 1907 chef d'orchestre à l'Opéra de Paris. 
En 1919, Alfred Bachelet succède à Guy Ropartz comme directeur du conservatoire de Nancy, poste qu'il occupe jusqu'à son décès en 1944. Nommé chevalier dans l'ordre de la Légion d'honneur en 1920, il est promu officier en 1932. En 1929, il est élu à l'Académie des beaux-arts, au fauteuil d'André Messager.
Il meurt le 10 février 1944 à Nancy.
Comme compositeur, Bachelet est l'auteur de trois opéras, écrits « sans la moindre concession au goût populaire, mais cependant riches de mélodies attachantes », d'œuvres symphoniques et pour chœur, de musique de ballet et de mélodies. Son poème lyrique Sûryâ était considéré par le critique musical Gustave Samazeuilh comme une œuvre clé de la musique française à l'époque de la Seconde Guerre mondiale. Sa mélodie Chère nuit (1897), composée pour la chanteuse Nellie Melba, a connu un succès international et est encore aujourd'hui régulièrement enregistrée,.
La ville de Nancy a donné son nom à un square dans le quartier des musiciens, inauguré en 2012.

## Œuvres
Parmi ses compositions figurent :

### Drames lyriques
- Scemo, créé à l'Opéra de Paris, 6 mai 1914
- Quand la cloche sonnera[13], livret de Yoris d'Hansewick et Pierre de Wattyne, drame musical en un acte, Opéra-Comique, 6 novembre 1922
- Un jardin sur l'Oronte, livret de Franc-Nohain d'après Maurice Barrès, Opéra, 3 novembre 1932

### Ballets
- Fantaisie nocturne, à l'Opéra-Comique, 1944
- La Fête chez la Pouplinière et Castor et Pollux de Rameau (adaptés et réécrits)

### Musique vocale
- L'Amour des Ondines, pour soprano, chœur de femmes et orchestre
- Sûryâ, poème lyrique pour ténor, chœur et orchestre, sur des vers de Leconte de Lisle (1940)
- des mélodies, dont Chère nuit (1897)

### Musique symphonique
- Ballade pour violon et orchestre